# Roemeens-Orthodoxe Kerk
De Roemeens-Orthodoxe Kerk (Roemeens: Biserica Ortodoxă Română, (BOR)) behoort tot de oosters-orthodoxe kerken. Ze is een autocefale kerk en georganiseerd als patriarchaat.

## Geschiedenis
Het christendom drong al in de tweede eeuw door in het gebied dat nu Roemenië is. Hoewel linguïstisch Romaans, lag Roemenië dicht bij Constantinopel en was de invloed van dat patriarchaat groot. Hierdoor werden de kerkdiensten volgens de Byzantijnse liturgie uitgevoerd.
In de negende eeuw werd de regio veroverd door de Bulgaren, die de Byzantijnse liturgie oplegden aan hun onderdanen. Deze liturgie wordt nog aangehouden, thans wel in de Roemeense taal.
Na het schisma van 1054 brak de Roemeense kerk met Rome en verbond zich met Constantinopel. Tussen 1712 en 1829 werd de kerk bestuurd door het patriarchaat van Constantinopel.
In 1864 verklaarde de Roemeens-Orthodoxe Kerk zich autocefaal. Dit werd in 1885 erkend door Constantinopel.
Na de Eerste Wereldoorlog werd het Roemeense grondgebied uitgebreid en nam de bevolking toe. Daardoor werd de kerk van Roemenië de tweede grootste van de orthodoxe kerken. Sinds 1925 heeft de aartsbisschop de titel van patriarch.
Tijdens de communistische periode (vanaf 1948 tot 1989) werkte de Kerk nauw samen met de politieke autoriteiten, en was zij de enige toegelaten kerk.

## Lijst van patriarchen
- Miron (1925-1939)
- Nicodim (1939-1948)
- Iustinian (1948-1977)
- Iustin (1977-1986)
- Teoctist (1986-2007)
- Daniel (2007-heden)

## Huidige situatie
De huidige patriarch is sinds 12 september 2007 Daniel, Patriarch van Geheel Roemenië, aartsbisschop van Boekarest, metropoliet van Walachije en Dobroedzja, Locum Tenens van Caesarea in Cappadocië, President van de Heilige Synode met zetel te Boekarest.
De kerk telt ongeveer 19.000.000 gelovigen binnen Roemenië. Daardoor is de Roemeens-Orthodoxe Kerk, qua aantal gelovigen, de tweede grootste orthodoxe autocefale kerk in de wereld. Ze komt na de Russisch-Orthodoxe Kerk.
Binnen de Roemeense landsgrenzen zijn er 5 metropoliën:
1. de metropolie van Walachije en Dobroedzja.
2. de metropolie van Moldavië en Boekovina.
3. de metropolie van Ardeal (Transsylvanië).
4. de metropolie van Oltenië.
5. de metropolie van de Banaat.

Buiten de Roemeense landsgrenzen kent de Roemeens-Orthodoxe Kerk de volgende onderdelen:
De Roemeens-orthodoxe diaspora, die als volgt is samengesteld:
1. de autonome metropolie van Bessarabië, in het huidige Moldavië, waarvan de autonomie niet erkend is door de Russisch-Orthodoxe Kerk
2. het Roemeens-orthodoxe aartsbisdom van Amerika en Canada
3. de Roemeense-orthodoxe metropolie voor Duitsland en Centraal-Europa
4. het Roemeens-orthodoxe aartsbisdom voor West- en Zuid-Europa, met als zetel Parijs (onder dit aartsbisdom vallen de Roemeens-orthodoxe parochies in Nederland)
5. het Roemeens-orthodoxe bisdom voor Servië
6. het Roemeens-orthodoxe bisdom voor Hongarije
7. een aantal Roemeens-orthodoxe geloofsgemeenschappen, welke direct onder de jurisdictie van het Roemeense Patriarchaat vallen, en die zich met name in Australië en Nieuw-Zeeland bevinden.

In totaal omvat de Roemeens-Orthodoxe Kerk 30 metropoliën, Aartsbisdommen en Bisdommen en ca. 10.500 parochies; 39 bisschoppen en ca. 10.000 parochiepriesters.
Daarnaast telt de Roemeens-Orthodoxe Kerk ook nog eens 540 kloosters en andere religieuze complexen voor monniken en monialen, die in totaal door 6.606 monniken en monialen worden bewoond.

## Roemeense-Orthodoxe Kerk in Nederland
Ook in Nederland is er een Roemeens-orthodoxe gemeenschap. Deze gemeenschap omvat op dit moment een kerk in Schiedam, waarvan de kapel op een oude rooms-katholieke begraafplaats in Schiedam staat. Deze parochie draagt de naam "Sfântul Grigorie Teologul" (de Heilige Gregorius, de Schriftgeleerde). Ook zijn er kerken in Arnhem (Sfântul Vasile cel Mare şi Sfântul Ludger, de Heilige Basilius de Grote en de Heilige Liudger), Groningen (Sfântul Apostol şi Evanghelist Ioan, de Heilige Apostel en Evangelist Johannes), Eindhoven (Sfânta Cuvioasă Parascheva de la Iaşi, de Heilige Paraskeva de Vrome van Iaşi) en in Goes (Sfânta Mare Mucenică Anastasia, de Heilige Anastasia de groot martelares). De parochies worden geleid door drie priesters. Schiedam wordt geleid door Protopop (Aartspriester) Ioan Dura (Aartspriester van Nederland en Belgisch-Vlaanderen). Arnhem en Groningen door priester Costel Ionașcu. Eindhoven en Goes worden geleid door priester Ciprian-Constantin Pintilie. Deze parochies vallen onder het "Protopopiatului Olandei şi Belgiei flamande" (Het decanaat van Nederland en Belgisch-Vlaanderen).
Deze parochies vallen jurisdictioneel onder metropoliet Joseph (Pop) van het aartsbisdom voor West- en Zuid-Europa, met zetel in Parijs.

## Geünieerden
In 1698 erkende de Roemeens-orthodox bisschop Atanasie Anghel (uit Transsylvanië) het gezag van de paus van Rome. Daardoor sloot het westelijke deel van de Roemeense Kerk zich aan bij de Rooms-Katholieke Kerk. De Roemeens-Katholieke Kerk behield echter haar eigen liturgie.
Vanaf 1945 werd deze oosters-katholieke Roemeense Kerk (officieel: Grieks-Katholieke Roemeense Kerk in vereniging met Rome) bloedig vervolgd.
Tijdens de vervolging nam de Roemeens-Orthodoxe Kerk de door de overheid geconfisqueerde Roemeens-Katholieke kerken over. Vele katholieken werden gedwongen toe te treden tot de orthodoxe kerk, die als enige was toegelaten.
Pas na 1989 kon de Roemeens katholieke kerk opnieuw in het openbaar functioneren.
De aartsbisschop van Fǎgǎraș e Alba Iulia heeft niet de titel van patriarch. Rome benoemde in 1990 Lucian Mureșan tot aartsbisschop.